# Paramouchir
Paramouchir (en russe : Парамушир ; en japonais : 幌筵島, Paramushiro, d'un nom aïnou signifiant Grande Île) est une île russe de l'archipel des Kouriles située en  mer d'Okhotsk entre la presqu'île de Kamtchatka et le Japon. Sur le plan administratif, elle fait partie, comme le reste de l'archipel, de l'oblast de Sakhaline. Elle compte 2 500 habitants et abrite la ville de Severo-Kourilsk.

## Géographie
La surface de Paramouchir est de 2 042 km2, ce qui en fait la plus grande île des Kouriles du nord et la deuxième plus grande de l'archipel après Itouroup. Elle est longue d'environ 100 km et large de 20 à 30 km.
Paramouchir est entourée au nord de l'île de Choumchou (distante de 2 km), au nord-ouest de l'île Atlassov (sur laquelle se situe le volcan Alaïd) (distante de 20 km), au sud-ouest de l'île d'Antsiferov (15 km) et au sud de l'île d'Onekotan (55 km).
L'île possède 5 volcans actifs ou potentiellement actifs répartis sur 2 alignements : les monts Vernadski au nord et les monts Kapriski au centre. Du nord au sud on trouve le mont Ebeko (1 156 m), qui domine l'agglomération de Severo-Kourilsk, Tchikouratchki (1 816 m) qui est le point culminant de l'île et le cône voisin de Tatarinov. Foussa (1 772 m) est isolé sur une presqu'île au sud-ouest tandis que le volcan Karpinski (1 345 m) est situé à l'extrémité sud de la chaîne de Karpinski. Autour de Paramouchir se trouvent un grand nombre d'îlots et rochers, parmi lesquels Togari (ou Hanimouchir) qui culmine à 47 mètres.
La seule agglomération de l'île est Severo-Kourilsk, qui se trouve près de la côte nord. Tous les autres lieux d'habitation ont été soit détruits  par le tsunami de 1952, soit abandonnés par leurs habitants.

## Faune et flore
Les montagnes de l'île sont couvertes jusqu'à une altitude de 600 mètres de pins nains et d'aulnes et sont riches en baies (airelle rouge, myrtille des marais, etc.) et  en champignons. Les vallées des rivières sont couvertes de prairies. On trouve une centaine d'ours brun ainsi que des renards roux, des lièvres variables, des hermines et, sur la côte, des loutres de mer. Dans le cours d'eau le plus important de l'île, la Toucharka longue d'une vingtaine de kilomètres qui coule à l'est du massif de Karpinski en direction du nord, on trouve les zones de frai de saumon rouge et rose.

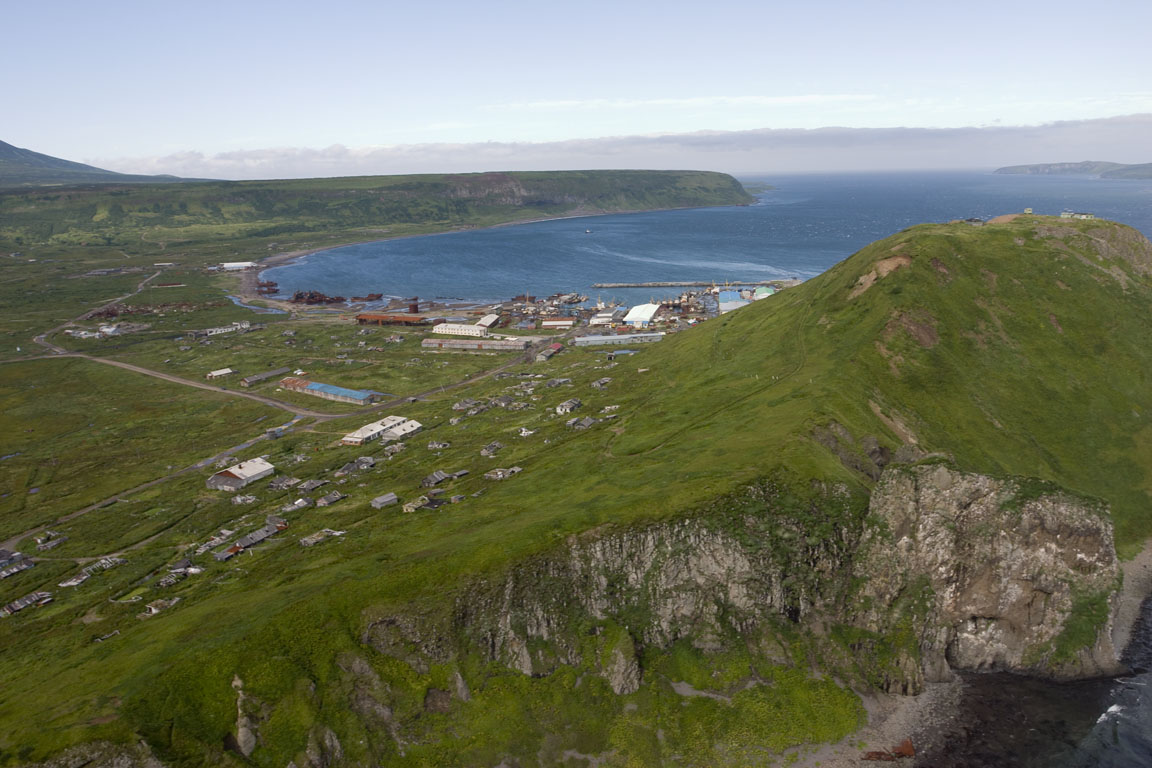
Le port de Severo-Kourilsk.

## Histoire
Comme les autres Kouriles, Paramouchir n'était à l'origine peuplée que par les Aïnous. Elle a été rattachée au Japon par le traité de Saint-Pétersbourg de 1875. La ville de Severo-Kourilsk est alors fondée par les Japonais et l'économie commence à se développer, essentiellement autour de la pêche industrielle. On installe à cette époque également une usine d'iode.
L'île est très tôt la base la plus septentrionale de l'armée japonaise. En 1940, des unités de la 7e division s'installent et fortifient des positions. Durant la Seconde Guerre mondiale, l'île subit des attaques aériennes et navales sporadiques des forces américaines depuis les îles Aléoutiennes. Après la déclaration de guerre de l'URSS au Japon, le 8 août 1945, l'Armée rouge envahit l'archipel. Après des combats violents sur l'île voisine de Choumchou qui font plusieurs milliers de morts des deux côtés, les troupes japonaises capitulent le 23 août. La guerre achevée, l'Union Soviétique annexe les Kouriles, ce que reconnait le Japon par le traité de San Francisco de 1951. La population japonaise est expulsée ou déportée en 1945/1946 et remplacée par des colons russes.
Le 5 novembre 1952, un tsunami a frappé le centre de Paramouchir, détruisant pratiquement toutes les agglomérations et tuant le tiers (2 300 personnes) des 6 000 habitants que comptait alors l'île. La population de l'île a fortement décru ces dernières années (5 180 habitants en 1989, 2 592 en 2002) à la suite de l'éclatement de l'Union soviétique qui a fortement affecté l'économie des régions les plus excentrées. 
En 2022, la Russie a déployé un dispositif de missiles côtiers Bastion, d'une portée de 500 km sur l'île. “Les militaires de la flotte du Pacifique assureront une surveillance 24 heures sur 24 pour contrôler les eaux adjacentes et les zones du détroit”, a indiqué le ministère de la défense russe. Ce déploiement intervient un an après l’installation du même système sur Matoua, dans la partie centrale des Kouriles.

### Webographie
- Notice dans un dictionnaire ou une encyclopédie généraliste :   - Gran Enciclopèdia Catalana
- Notices d'autorité :   - VIAF
  - LCCN
  - Israël